# Pine Valley (Kalifornija)
Pine Valley je naseljeno područje za statističke svrhe u američkoj saveznoj državi Kalifornija. Prema popisu stanovništva iz 2010. u njemu je živjelo 1.510 stanovnika.